# Nuberg 2009
Nuberg 2009 (2010) je album živých nahrávek ze světových premiér skladeb mladých českých skladatelů v podání Komorního orchestru Berg v rámci soutěže Nuberg, které vyšlo jako příloha časopisu A2.
Album obsahuje pět skladeb a část hudby k němému filmu Hladová srdce.
Tomáše Hanzlíka k jeho skladbě inspirovalo dílo Jiřího Karáska ze Lvovic.

## Seznam skladeb
1. Jan Trojan: Domine, Tu es mecum! – 10:07
kostel sv. Václava ve Vršovicích, 6. dubna 2009
2. Tomáš Hanzlík: Sen o říši krásy – 8:06
slévárna – La Fabrika, 11. května 2009
3. Jana Vöröšová: Havran a moře – 8:48
Anežský klášter, 8. června 2009
4. Martin Hybler: Jaro, léto, podzim, zima a návrat domů – 22:11
Ekotechnické museum, 14. září 2009
5. Jan Dušek: Hladová srdce
I. Úvodní titulky – 1:50
II. Kozák – 2:05
III. Bílá kuchyně – 2:53
IV. Abraham obchodníkem – 1:38
V. Rosenblatt – 2:48
VI. Druhé léto v Americe – 1:37
VII. Závěrečné titulky – 0:58
Španělská synagoga, 14. října 2009
6. Michal Nejtek: Für Elsa Zylberstein II – 9:07
Sál Martinů, Lichtenštejnský palác, 7. prosince 2009

## Nahráli
- Komorní orchestr Berg, Peter Vrábel – dirigent
- Marzena Diakun – dirigent (3)
- Jan Mikušek – kontratenor (2)
- Jana Dvořáková – soprán (2)
- Monika Knoblochová – cembalo (3)
- Jana Bezpalcová – akordeon (3)
- Jiří Trnka – recitace (4)